# Campanula hystricula
Campanula hystricula là loài thực vật có hoa trong họ Hoa chuông. Loài này được Pau mô tả khoa học đầu tiên năm 1918.